# EMAS
Az Eco-Management and Audit Scheme (EMAS) az Európai Unió környezetvédelmi vezetési és hitelesítési rendszere. Az EMAS egy önkéntes európai uniós szerv, amely elismeri azokat a szervezeteket, amelyek rendszeresen javítják a környezetvédelmi teljesítményüket. Az EMAS-regisztrált szervezetek együttműködnek a törvényes szabályozással, környezetmenedzselő rendszerük van és saját kiadványok vagy más, különálló felek által elismert környezeti nyilatkozatok útján közzéteszik a teljesítményüket. Megkülönböztető jelzésük az EMAS logó, ami garantálja a magukról adott információ megbízhatóságát.

## Története
orszagoszoldhatosag.gov.hu

## Az EMAS Magyarországon
Magyarországon a 308/2010. (XII. 23.) Korm. rendelet alapján a szervezetek nyilvántartásával kapcsolatos feladatokat eredetileg a Vidékfejlesztési Minisztérium háttérintézménye, az Országos Környezetvédelmi, Természetvédelmi és Vízügyi Főfelügyelőség végezte.
A szervezetek nyilvántartásba vételét, ellenőrzésüket, szükség szerinti felfüggesztésüket és törlésüket a környezetvédelmi hatóság a nyilvántartásba vételt kérvényező szervezet telephelye szerint illetékes környezetvédelmi felügyelőséggel együttműködve végzi.
Magyarországon a kezdeti díjmentesség után 2010 óta nyilvántartási díjat kell fizetniük a szervezeteknek. A díj mértékét a 308/2010. (XII. 23.) Korm. rendelet 1. sz. melléklete határozza meg.
Magyarországon az EMAS rendelettel kapcsolatos akkreditálási feladatokat a Nemzeti Akkreditáló Testület (NAT) látja el, amely felelős a környezeti hitelesítők akkreditálásáért, a környezeti hitelesítők felügyeletéért és nyilvántartásáért.